# ماتي فانهانن
ماتـّي فانهانن (بالفنلندية: Matti Vanhanen)‏ (Matti Vanhanen؛ يوفاسكولا، 4 نوفمبر 1955) رئيس وزراء فنلندا السابق من 24 يونيو 2003 إلى 22 يونيو 2010. كان في النصف الثاني من عام 2006 رئيساً للمجلس الأوروبي. اشتغل في وقت سابق من حياته المهنية كصحافي.

## مسيرته

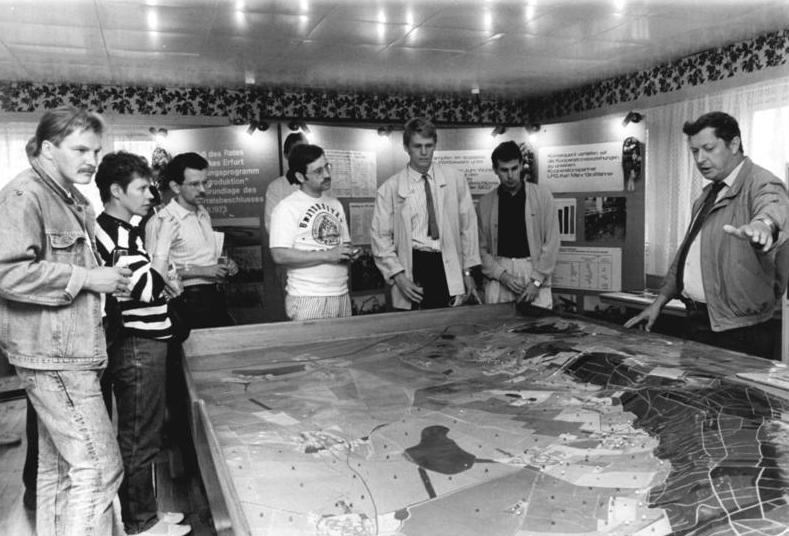
زيارة وفد من الشباب الفنلندي 1988

ولد فانهانن في يوفاسكولا نجلا للبروفيسور تاتو فانهانن المؤلف المشارك لكتاب نسبة الذكاء وثروات الشعوب ، و أني تيهونن .
درس العلوم السياسية في جامعة هلسنكي ، وتخرجت بدرجة ماجستير في العلوم الاجتماعية في عام 1989. كان رئيس رابطة شباب حزب الوسط 1980-1983. كما شغل منصب عضو في مجلس مدينة إسبو 1981-1984. اشتغل فانهانن بالصحافة. محرراً (1985-1988) و رئيساً لتحرير (1988-1991) صحيفة كيهاسانومات المحلية . في عمود بصحيفة سوومنما، عارض بشدة مظاهرة نجمة البلطيق المؤيدة لاستقلال إستونيا التي نظـُمت في هلسنكي في يوليو 1985 ،وصفاً إيـّاها ب"الاستفزازية"

## روابط خارجية
- ماتي فانهانن على موقع IMDb (الإنجليزية)
- ماتي فانهانن على موقع الموسوعة البريطانية (الإنجليزية)
- ماتي فانهانن على موقع مونزينجر (الألمانية)
- ماتي فانهانن على موقع إن إن دي بي (الإنجليزية)